# Alan Thompson (football)
Pour les articles homonymes, voir Alan Thompson.
Alan Thompson est un footballeur anglais né le 22 décembre 1973 à Newcastle, évoluant au poste de milieu offensif gauche reconverti en entraineur depuis juillet 2008. 
Alan Thompson a reçu une sélection en équipe d'Angleterre lors de l'année 2004.

## Biographie
Après avoir évolué dans différents clubs de premiership anglaise (Newcastle, Bolton Wanderers et Aston Villa), il s'engage en faveur du Celtic de Glasgow lors de l'Eté 2000 et devient l'une des premières recrues de l'entraîneur nord-irlandais Sir Martin O'Neill. Au Celtic FC, il occupe le couloir gauche dans le 3-5-2 concocté par MON et en devient rapidement un joueur clé et indispensable, marquant de nombreux buts dans le Old Firm contre les Rangers FC et en Coupe d'Europe notamment en 1/8e de finale de Coupe UEFA, où il inscrit l'unique but des deux matchs contre le FC Barcelone. 
À la suite de l'arrivée de Gordon Strachan pour remplacer MON, il perd sa place de titulaire au début de la saison 2005/2006 où il se fait expulser dans le 1er Old Firm à la suite d'un tacle en retard sur l'attaquant Nacho Novo des Rangers. Même s'il n'entre plus dans les plans de Gordon Strachan pour la saison 2006/07, il préfère rester au club où il peut honorer sa dernière année de contrat. 
Finalement début janvier 2007 après n'avoir pas joué une seule minute avec l'équipe première, il est libéré de ses 6 derniers mois de contrat pour services rendus au club, il décide de s'engager pour 6 mois à Leeds United qui joue sa survie en championnat d'Angleterre de football D2 (2e division anglaise). 
Malgré la relégation en 3e division anglaise (League one), il prolonge l'aventure à Leeds United et se voit même nommé capitaine de l'équipe. Malheureusement, il ne joue pas beaucoup comme titulaire et prend sa retraite à l'issue de la saison 2007-2008.

Le 16 juillet 2008, Thompson a été nommé entraîneur de la nouvelle académie de Newcastle United. C'est son ancien entraineur Kevin Keegan qui lui offrit le rôle de s'occuper des jeunes talents du club.
Le 17 juin 2010 il retrouve le Celtic de Glasgow où il a été annoncé nouvel entraineur adjoint de son ancien coéquipier Neil Lennon lui-même manager du club depuis quelques mois.

## Carrière de joueur
- 1991-1993 : Newcastle United  Angleterre (16 matchs en championnat)
- 1993-1998 : Bolton Wanderers FC  Angleterre (157 matchs et 37 buts en championnat)
- 1998-2000 : Aston Villa FC  Angleterre (46 matchs et 4 buts en championnat)
- 2000-2007 : Celtic Glasgow  Écosse (158 matchs et 37 buts en championnat)
- 2007-2008 : Leeds United  Angleterre (24 matchs et 5 buts en championnat)
- 2008-2008 : Hartlepool United FC  Angleterre (7 matchs et 1 but en championnat), en prêt de Leeds United

## Carrière d'entraîneur
- 2010-2012 : Celtic Glasgow  Écosse

## Palmarès

### Avec le Celtic Glasgow
- Champion d'Écosse en 2001, 2002, 2004 et 2006
- Vainqueur de la Coupe d'Écosse en 2001, 2004 et 2005 (finaliste en 2002)
- Vainqueur de la Coupe de la Ligue écossaise en 2001 et 2006 (finaliste en 2003)

### Avec Bolton
- Champion d'Angleterre de D2 en 1997
- Finaliste de la League Cup en 1995

### Avec Newcastle
- Champion d'Angleterre de D2 en 1993